# Adetus inca
Espèce
Adetus inca est une espèce de coléoptères de la famille des Cerambycidae. Elle a été décrite par Ubirajara Martins (d) et Maria Galileo (d) en 2005.